# Mont Cornillon

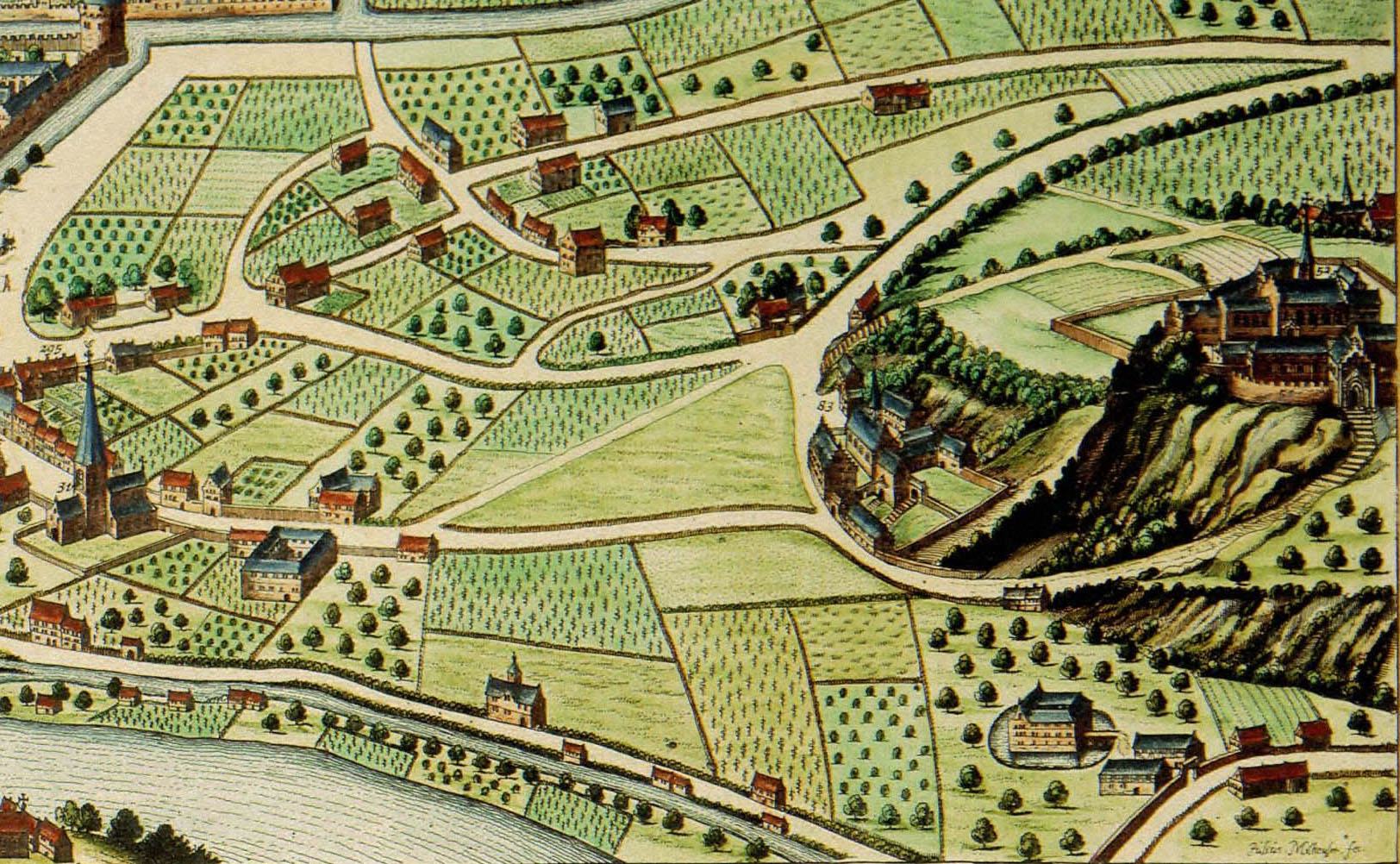
Mont Cornillon in 1649 met rechts het hospitaal en links de Sint-Remacluskerk

Mont Cornillon (Nederlands: Corneliënberg) is een strategische heuvel in de Luikse wijk Amercœur.
Deze heuvel beheerst de samenvloeiing van de Maas en de Ourthe. Er hebben in de loop van de geschiedenis zowel kloosters als kastelen op deze heuvel gestaan.

## Geschiedenis
Volgens de legende zou een zekere Cornulo, koning van de Tungri, hier in de 1e eeuw een fort hebben gebouwd, waar de heuvel zijn naam aan te danken zou hebben.

### Premonstratenzers
Pas vanaf de 13e eeuw zijn er betrouwbare bronnen voorhanden. Hier werd het stoffelijk overschot van keizer Hendrik IV, geëxcommuniceerd in het kader van de Investituurstrijd, tijdelijk bewaard in afwachting van de opheffing van de kerkelijke ban, waarna hij definitief begraven werd te Spiers. Boven het tijdelijke graf werd een kapel gebouwd, welke in 1116 werd gewijd aan de Twaalf Apostelen. Sedert 1124 werd de kapel bediend door de premonstratenzers, welke er Sint-Cornelius vereerden, hetgeen een betrouwbaarder uitleg is voor de naam van de heuvel. Uiteraard groeide de plaats uit tot een abdij: de Abdij van Mont Cornillon.
In 1155 kwam de abdij onder jurisdictie van het Sint-Lambertuskapittel te Luik.

### Leprozerie
Eveneens in de 12e eeuw ontstond er een leprozerie, welke uitgroeide tot een hospitaal. Dit stond bekend als les quatre couvents de Cornillon, aangezien het vier gebouwen omvatte: Een voor de mannelijke leprozen, een voor de monniken die hen verzorgden, een voor de vrouwelijke leprozen, en een voor de monialen die hen verzorgden. Het is ook hier dat Juliana van Cornillon (1193-1258) een deel van haar religieuze leven doorbracht.
Gedurende de 2e helft van de 13e eeuw verbeterden de omstandigheden en werden er ook andere zieken dan melaatsen verzorgd.
In 1797 werd dit hospitaal door de revolutionairen gesloten. De eigendommen werden verenigd met die van andere hospitalen en kwamen voornamelijk aan het Hospitaal van Valdor. In 1860 kwamen er negen ongeschoeide karmelitessen in de gebouwen te wonen.

### Burcht
De premonstratenzers verlieten hun abdij in 1288, omdat Jan van Vlaanderen op deze strategische plaats een burcht wilde bouwen. Deze burcht werd in 1336 verwoest door de Luikse burgers in hun strijd tegen prins-bisschop Adolf van der Mark.

## Kartuizerklooster
Prins-bisschop Engelbert III van der Mark gaf de kartuizers toestemming om op de plaats van de burcht een kartuizerklooster te stichten. Dit klooster werd in 1360 in gebruik genomen en bleef bestaan tot 1794. De gebouwen werden publiekelijk verkocht en raakten uiteindelijk in verval, terwijl in het begin van de 21e eeuw een deel der gebouwen werd gerestaureerd en nieuwe gebouwen werden toegevoegd, waarbij een bejaardentehuis werd gecreëerd.

### Fort
In 1817 werd door het Nederlandse bewind een fort op de heuvel aangelegd: Het Fort de la Chartreuse, dat in 1980 verlaten werd.
In de omgeving van dit fort werd het Parc des Oblats aangelegd. Dit is een 35 ha groot natuurgebied met een bijzondere flora en fauna.